# Ronaldo Fraga
Ronaldo Fraga  (Belo Horizonte, 27 de outubro de 1967) é um estilista brasileiro que além da marca própria, desenvolve projetos de aculturação de design e geração de renda em todo o Brasil.

## Biografia
É formado em design de moda pela Universidade Federal de Minas Gerais (UFMG) e pós-graduado pela Parsons School of Design de Nova York, E Central Saint Martins de Londres.
Suas criações já foram apresentadas em diferentes países, como Japão, Holanda, Espanha,  Uruguay ,Bélgica, Chile, Argentina,  México, Angola. Em 2014, representou o Brasil na maior feira de couro do mundo, a Lineapelle, apresentando o processo de pesquisa e desenvolvimento da coleção Carne Seca, inverno 2014.
Foi selecionado pelo Design Museum de Londres como um dos sete estilistas mais inovadores do mundo em 2010 e 2014  da qual também participaram Miuccia Prada, Rick Owens e Raf Simons.
No teatro, trabalhou com o diretor Felipe Vidal, criando os figurinos dos espetáculos Louise Valentina e Depois da Queda, de Arthur Miller. Também desenvolveu os cenários e figurinos da peça Fonchito e a Lua, adaptação teatral do livro do escritor peruano Mario Vargas Llosa, com dramaturgia de Pedro Brício e direção de Daniel Herz. Em 2018 recebeu o prêmio Shell por melhor figurino da peça “ A visita da Velha Senhora”. 
Na área da dança, assinou figurinos de produções como Santagustin, do Grupo Corpo; Por Parte do Pai, de Nathália Marçal, em homenagem à obra de Bartolomeu Campos de Queirós; e Passanoite, da São Paulo Companhia de Dança.
É autor do livro Moda, Roupa e Tempo: Drummond selecionado e ilustrado por Ronaldo Fraga e Caderno de Roupas, Memórias e Croquis. Ilustrou vários livros, como Mary Poppins, publicado no Brasil pela Cosac Naify, e Uma festa de cores: memórias de um tecido brasileiro, da editora Autêntica, escrito por Anna Göbel e premiado como melhor livro infantil de 2014.
Sua marca está licenciada em mais de mil diferentes produtos no Brasil para empresas como O Boticário, Tok&Stok, Malwee, L'Occitane e Chilli Beans, entre outras. É citado como um dos poucos designers a desenvolver projetos e ações que buscam reduzir a distância que existe entre o “Brasil feito à mão” do Brasil industrial.[carece de fontes?] . Em 2017 inaugurou em Belo Horizonte o Grande Hotel Ronaldo Fraga, projeto revolucionário no varejo de moda no Brasil.

## Moda e cultura
Ronaldo Fraga foi o primeiro representante da moda brasileira a receber a medalha da Ordem do Mérito Cultural, em 2007, concedida pelo ministro da cultura Gilberto Gil. A comenda se destina a personalidades que dão corpo à cultura brasileira por de seu trabalho. Em 2009, recebeu a Medalha da Inconfidência pelo governo de Minas Gerais.[carece de fontes?]
Em seus desfiles, privilegia histórias ligadas à identidade cultural brasileira, bem como personalidades nacionais de destaque. Em 1997, a vida e obra do artista plástico Arthur Bispo do Rosário serviu de inspiração para a coleção Em Nome do Bispo. Em 2001, o engajamento político e a biografia da estilista Zuzu Angel, assassinada pela ditadura militar, foi o ponto de partida do desfile Quem Matou Zuzu Angel?  Os escritores Guimarães Rosa, Mário de Andradepeoerlos Drummond de Andrade, os artistas plásticos Athos Bulcão e Cândido Portinari, os cantores Lupicínio Rodrigues, Noel Rosa e Nara Leão estão entre os nomes de brasileiros lembrados em coleções do estilista.
Quanto às diferentes localidades do regiões do país Ronaldo Fraga mostra ter especial interesse no Brasil profundo. O desfile Costela de Adão, de 2003, foi inspirado no cotidiano do Vale do Jequitinhonha e nas artesãs que moldam as bonecas de barro, que são criações típicas e fonte de renda da região. Em 2008, apresentou a coleção Rio São, inspirado no Rio São Francisco, um local sobre o qual ouvira falar constantemente, graças a seu pai. Em 2010, voltou ao tema, dessa vez com uma exposição Rio São Francisco Navegado por Ronaldo Fraga, que percorreu diferentes capitais brasileiras, como Rio de Janeiro, São Paulo, Recife e Belo Horizonte. Na cidade mineira, em dois meses, a exibição atraiu mais de 40 mil visitantes, entre os quais, pelo menos 18 mil alunos da rede pública de ensino.
A Amazônia foi parte da inspiração do desfile Turista Aprendiz na Terra do Grão-Pará, de 2012, dedicado ao Estado do Pará, e o semi-árido foi lembrado na coleção Carne Seca, de 2013. "Foi Fraga quem aproximou o público da estilista Zuzu Angel, do pintor Athos Bulcão, das festas e dos poetas populares do Brasil. Num meio repleto de referências a culturas e estilos distantes, como é o da moda brasileira, isso é muita coisa."

## Engajamento social
Em 2015, assinou a Camisa do Desmatamento Zero, para campanha do Greenpeace, com valor da venda revertida para trabalhos da ONG.
Em 2014, antes do desfile Cidade Sonâmbula, na SPFW, incentivou a adoção de cães, colocando uma cadela vira-lata na passarela, com um cartaz no qual se lia "Animal não é grife. Adote, não compre". A iniciativa foi feita em parceria com o PEA (Projeto de Esperança Animal). A ação foi um dos motivos de o desfile do estilista ter sido o mais comentado nas redes sociais, naquela edição da SPFW, com 6 mil postagens. A segunda marca mais comentada foi a Colcci, no desfile com a über model Gisele Bündchen, que recebeu 2 mil menções online.
Em 2019, Ronaldo Fraga leva às passarelas do SPFW um manifesto contra a violência, inspirada na obra "Guerra e Paz" de Candido Portinari. 

## Coleções[9]
1. Eu Amo Coração de Galinha (Inverno 1996)
2. Álbum de Família (Verão 1997)
3. Em Nome do Bispo (Inverno 1997)
4. O Império do Falso na Bacia das Almas (Verão 1998)
5. O Jantar (Inverno 1998)
6. O vendedor de Milagres (Verão 1999)
7. A Roupa (Inverno 1999)
8. Bibelôs (Verão 2000)
9. As Células de Louise (Inverno 2000)
10. A Carta (Verão 2001)
11. Rute Salomão (Inverno 2001)
12. Quem Matou Zuzu Angel (Verão 2002)
13. Corpo Cru (Inverno 2002)
14. Cordeiro de Deus (Verão 2003)
15. As Viagens de Gulliver (Inverno 2003)
16. Costela de Adão (Verão 2004)
17. Quantas Noites Não Durmo (Inverno 2004)
18. São Zé (Verão 2005)
19. Todo Mundo e Ninguém (Drummond Inverno 2005)
20. Descosturando Nilza (Verão 2006)
21. A Festa no Céu (Inverno 2006)
22. A Cobra Ri (Verão 2007)
23. A China de Ronaldo Fraga (Inverno 2007)
24. Nara Leão Ilustrada por Ronaldo Fraga (Verão 2008)
25. A Loja de Tecidos (Inverno 2008)
26. Rio São Francisco (Verão 2009)
27. Tudo é risco de Giz (inverno 2009)
28. Disneylandia (verão 2010)
29. Pina Bausch (Inverno 2010)
30. Turista Aprendiz (verão 2011)
31. Entre Athos (Inverno 2011)
32. Noel Rosa - O Cronista do Brasil (Verão 2012)
33. Roupas, Memórias e Croquis
34. Turista Aprendiz da Terra do Grao Pará (Verão 2013)
35. O Fim do Sem Fim (Inverno 2013)
36. Futebol (Verão 2014)
37. Carne Seca ou um Turista Aprendiz na Terra Áspera (Inverno 2014)
38. O Caderno Secreto de Cândido Portinari (Verão 2015)
39. Cidade Sonâmbula (Inverno 2015)
40. Fúria da Sereia (Verão 2016)
41. E Por Falar em Amor (Inverno 2016)
42. Re-existência  (Verão 2017)
43. El dia que me quieras  (Inverno 2017)
44. As praias desertas continuam esperando por nós dois (Verão 2018)
45. As Mudas  (Inverno 2018)
46. A colina da primavera (Inverno 2019)
47. Guerra & Paz (Verão 2019)

## Livros
Escreveu o livro infantil "Uma Festa das Cores -- Memórias de um Tecido Brasileiro" (Autêntica Editora, 2014)
Ilustrou "Maryn Poppins" (Cosac Naify, 2014)
Caderno de Roupas, Memórias e Croquis (Cobogó, 2013) é um apanhado dos desenhos do estilista, que dão origem a suas coleções.
Ilustrou e selecionou poemas de Carlos Drummond de Andrade no livro Roupa, Moda, Tempo (

## Exposições
- Lineapelle
- Caderno de Roupas, Memórias e Croquis 2012
- Designs of the Year 2014
- Recosturando Portinari 2014.
- Rio São Francisco Navegado por Ronaldo Fraga, 2010.

## Prêmios
- Ícone de Moda (IED -- Instituto Europeu de Design)
- Faz diferença (jornal O Globo)
- Trip Transformadores (Revista Trip)
- O planeta Casa (Editora Abril)
- Ordem do Mérito Cultural
- Medalha da Inconfidência (Governo de Minas Gerais)
- Premio APCA - Associação Paulista dos Críticos de Arte.
- Prêmio shell 2018 melhor figurino da peça A visita da Velha Senhora.
- prêmio Press Wards 2018 na Flórida- USA